# Brokhøj
Brokhøj var en långhög i Norddjurs kommun, Danmark. Graven har från slutet av 1700-talet grävts upp. I resterna av högen hittades dels material från stenåldern, dels fornfyndet Gjerrildsskatten 1986 (resterna av högen hade tidigare studerats 1886). Fyndet bestod av totalt 81 silverstycken, varav 66 mynt. Dessa är i huvudsak arabiska mynt och fyndet dateras till vikingatiden